# Toshimi Kikuchi
Toshimi Kikuchi (菊池 利三 Kikuchi Toshimi?, nacido el 17 de junio de 1973 en Iwate) es un exfutbolista japonés. Jugaba de defensa y su último club fue el Tokyo Verdy de Japón.

## Trayectoria

### Clubes
| Club                | País  | Año         |
| ------------------- | ----- | ----------- |
| Tokyo Verdy         | Japón | 1992 - 2002 |
| Gamba Osaka         | Japón | 1997        |
| Sanfrecce Hiroshima | Japón | 1999        |
| Gamba Osaka         | Japón | 1999        |
| Omiya Ardija        | Japón | 2000        |

## Palmarés

### Títulos nacionales
| Título             | Club           | País  | Año  |
| ------------------ | -------------- | ----- | ---- |
| Copa J. League     | Verdy Kawasaki | Japón | 1992 |
| Copa J. League     | Verdy Kawasaki | Japón | 1993 |
| J1 League          | Verdy Kawasaki | Japón | 1993 |
| Copa J. League     | Verdy Kawasaki | Japón | 1994 |
| J1 League          | Verdy Kawasaki | Japón | 1994 |
| Copa del Emperador | Verdy Kawasaki | Japón | 1996 |